# Hydrophorus plautus
Hydrophorus plautus är en tvåvingeart som beskrevs av Hurley 1985. Hydrophorus plautus ingår i släktet Hydrophorus och familjen styltflugor. Inga underarter finns listade i Catalogue of Life.